# Келбаси (Вармінсько-Мазурське воєводство)
Келбаси (пол. Kiełbasy) — село в Польщі, у гміні Розоги Щиценського повіту Вармінсько-Мазурського воєводства.
Населення — 37 осіб (2011).

## Демографія
Демографічна структура станом на 31 березня 2011 року:
|          | Загалом | Допрацездатний вік | Працездатний вік | Постпрацездатний вік |
| -------- | ------- | ------------------ | ---------------- | -------------------- |
| Чоловіки | 17      | 8                  | 7                | 2                    |
| Жінки    | 20      | 9                  | 7                | 4                    |
| Разом    | 37      | 17                 | 14               | 6                    |